# Rudolf Schneider-Manns Au
Rudolf Schneider-Manns Au (* 13. Dezember 1935 in Kamenický Šenov; † 14. September 2023) war ein österreichischer Bühnenbildner und Innenarchitekt. 

## Leben
Rudolf Schneider-Manns Au wuchs ab 1945 in Salzburg auf. Ab 1955 studierte er an der Akademie der bildenden Künste Wien und absolvierte dort die Meisterklasse für Bühnenbild. 1958 begann er seine Laufbahn als Bühnenbildner und Innenarchitekt.
Über mehrere Jahrzehnte gestaltete er an Theatern in Österreich und im deutschsprachigen Raum die Bühnenbilder für zahlreiche Produktionen, unter anderem am Volkstheater in Wien während der Direktionen von Gustav Manker und Emmy Werner. Außerdem war er für den Österreichischen Rundfunk tätig und gestaltete Bauten für Sendungen wie Spotlight oder das Neujahrskonzert der Wiener Philharmoniker.
Als Produktionsdesigner und Szenenbilder zeichnete er beispielsweise für Filme wie Die Angst des Tormanns beim Elfmeter (1971) von Wim Wenders, Briefe von gestern (1972) oder Die gelbe Nachtigall (1975) von Franz Antel mit Curd Jürgens verantwortlich. International war er auch als Innenarchitekt im Bereich von Hotel - und Geschäftseinrichtungen tätig, in Wien war er ab 1989 mit dem Umbau des Theaters in der Josefstadt befasst.
Im Molden Verlag veröffentlichte er drei Bildbände über Griechenland. In den letzten Jahren verlagerte er seine Tätigkeit auf die Malerei, sein Atelier in einem Trakt seines Hauses, einer ehemaligen Mühle in Wien-Liesing, wurde zur Galerie Kalksburg, wo unter anderem Eduard Angeli ausstellte. Schneider-Manns Au war Vater zweier Söhne und starb im September 2023 im Alter von 87 Jahren.

## Filmografie (Auswahl)
- 1963: Karriere (Fernsehfilm)
- 1964: Auf den Spuren von E.T.A. Hoffmann in Bamberg (Fernsehfilm)
- 1964: Die Verantwortlichen (Fernsehfilm)
- 1964: Bärbel und der Riese Liederjan (Fernsehfilm)
- 1965: Leinen aus Irland (Fernsehfilm)
- 1965: Dem Himmel näher (Fernsehfilm)
- 1966: Schöne Seelen (Fernsehfilm)
- 1966: Die Sylvesternacht – Überspannte Person (Fernsehfilm)
- 1966: Die Flucht (Fernsehfilm)
- 1966: Porgy in Wien (Fernsehfilm)
- 1966: Der Fall Bohr (Fernsehfilm)
- 1967: Alle unsere Spiele (Fernsehfilm)
- 1967: Die spanische Stunde (Fernsehfilm)
- 1967: Zwischenfall in Antiochia (Fernsehfilm)
- 1968: Moos auf den Steinen
- 1968: Der keusche Lebemann (Fernsehfilm)
- 1969: Schwester Bonaventura (Fernsehfilm)
- 1971: Was weiß man denn... (Fernsehfilm)
- 1972: Die Angst des Tormanns beim Elfmeter
- 1972: Briefe von gestern (Fernsehfilm)
- 1973: Felix Felix (Fernsehfilm)
- 1974: Der Tod des Kleinbürgers (Fernsehfilm)
- 1974, 1991, 1993: Neujahrskonzert der Wiener Philharmoniker
- 1975: Die gelbe Nachtigall (Fernsehfilm)
- 1976: Ich will leben
- 1976–1977: Spotlight (fünf Folgen)
- 1987: Die selige Edwina Black (Fernsehfilm)

## Publikationen
- 1977: Traumfahrten durch die Ägäis mit Johannes Gaitanides, Molden, Wien/München/Zürich/New York 1977, ISBN 978-3-217-00818-2.
- 1980: Traumfahrten auf und um Kreta: auf den Spuren der Minoischen Welt mit Johannes Gaitanides, Molden, Wien/München/Zürich/New York 1980, ISBN 978-3-217-00996-7.
- 1981: Traumfahrt durch Griechenland mit Michael Guttenbrunner, Molden, Wien/München/Zürich/New York 1981, ISBN 978-3-217-01242-4.